# Belionota bonvouloirii
Belionota bonvouloirii es una especie de escarabajo del género Belionota, familia Buprestidae. Fue descrita científicamente por Deyrolle en 1864.